# Akranes
Akranes ( PRONÚNCIA) é uma cidade portuária e município da Islândia, localizada na sua costa oeste, junto à baía de Faxaflói, a uns 50 km a norte da capital Reiquiavique. Pertence à região Vesturland.
É também um importante centro regional de comércio, administração e ensino.                                     

A população do município em 2024 era de 8 285.
A cidade começou a constituir-se no século XX como uma vila piscatória e a partir de 1941 tem tido um enorme desenvolvimento, não se resumindo apenas à vida piscatória.
 
A actividade pesqueira permanece, no entanto como a principal a(c)tvidade empregadora, mas o comércio tem também uma grande importância, sendo esta cidade o centro de região rural que a rodeia. A indústria também tido uma grande crescimento,uma fábrica de cimento tem trabalhado desde a década de 1950 e existe uma fábrica de alumínio próximo desta cidade desde 1998.
 Há uma expectativa de que a cidade cresça nos próximos anos, tendo em vista o crescimento das suas actividades industriais e o desenvolvimento das suas comunicações, nas quais tem um papel relevante o túnel submarino de 5 km - o maior do mundo - ligando Akranes à Reiquiavique.

## Desporto
Akranes é sede do clube Íþróttabandalag Akraness, mais conhecido como ÍA, que tem importância a nível do futebol islandês (participa na 1ª liga islandesa há vários anos), mas que a nível externo UEFA tem tido participações modestas, quase nunca passando das pré-eliminatórias.

- Íþróttabandalag Akraness (futebol; mais conhecido como ÍA Akranes)

## Galeria

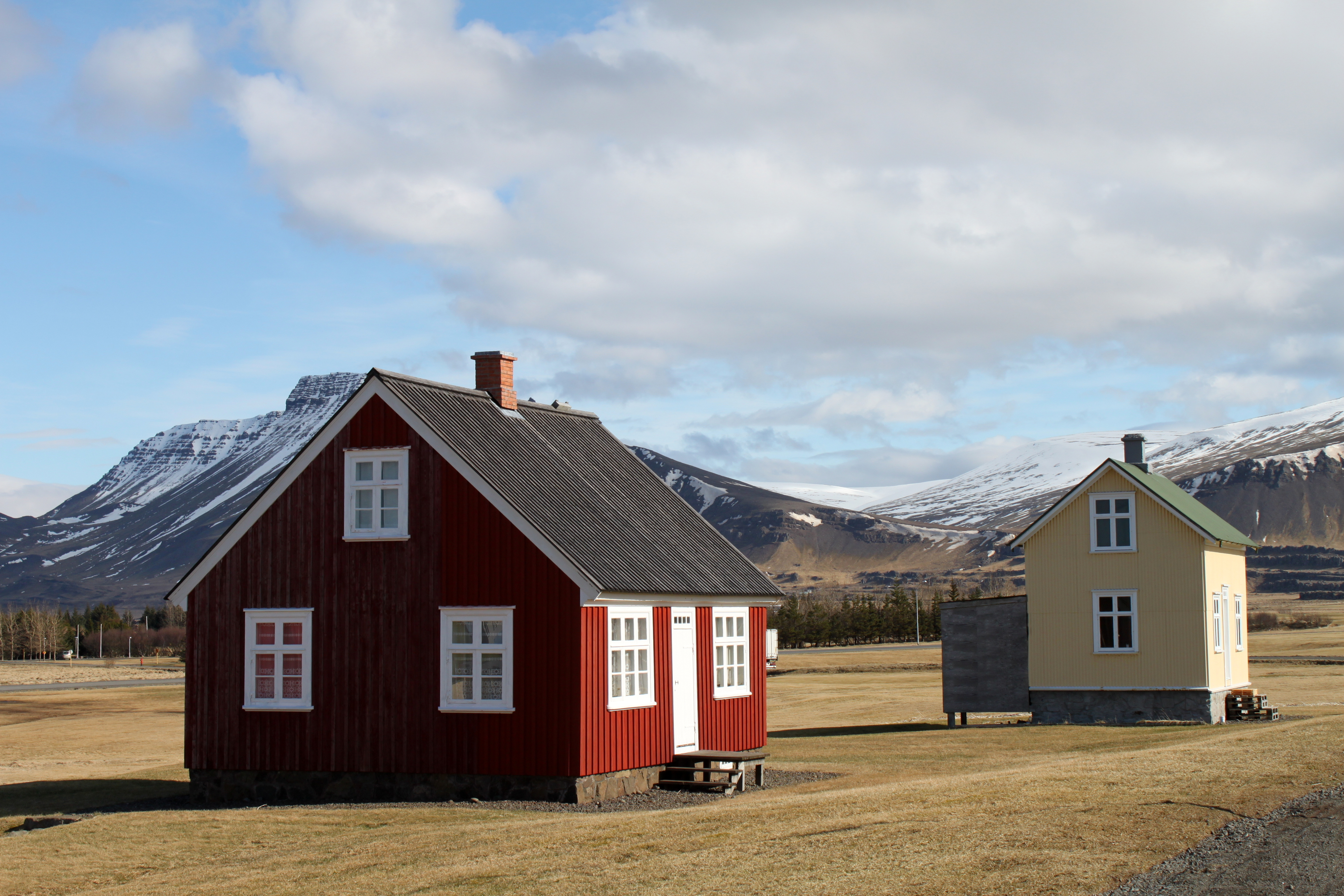
Casas tradicionais
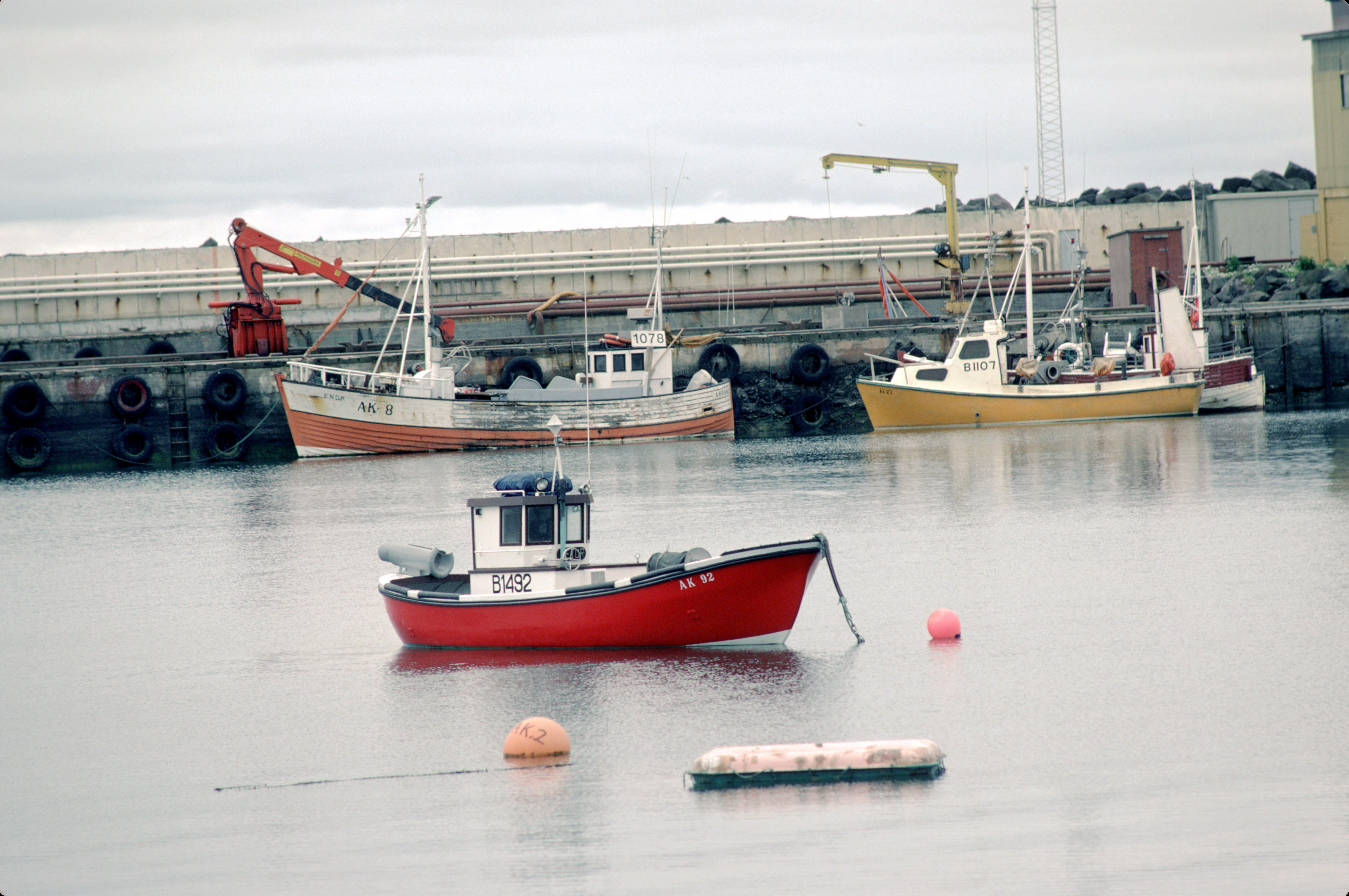
Barcos de pesca
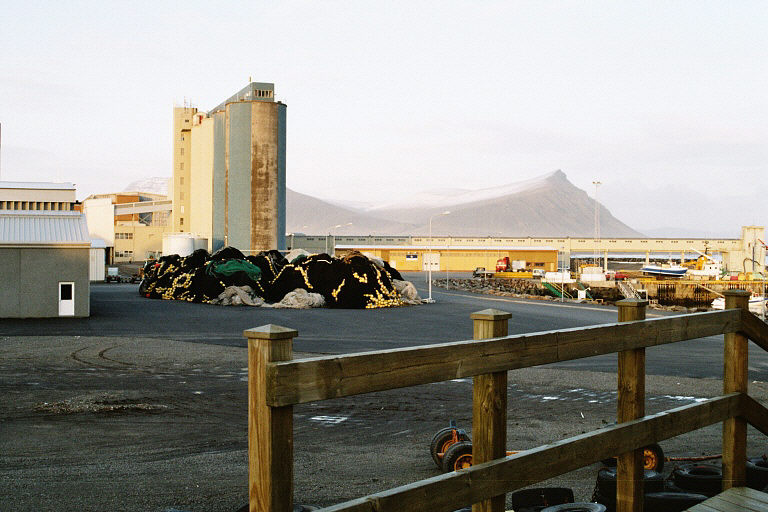
O porto de Akranes
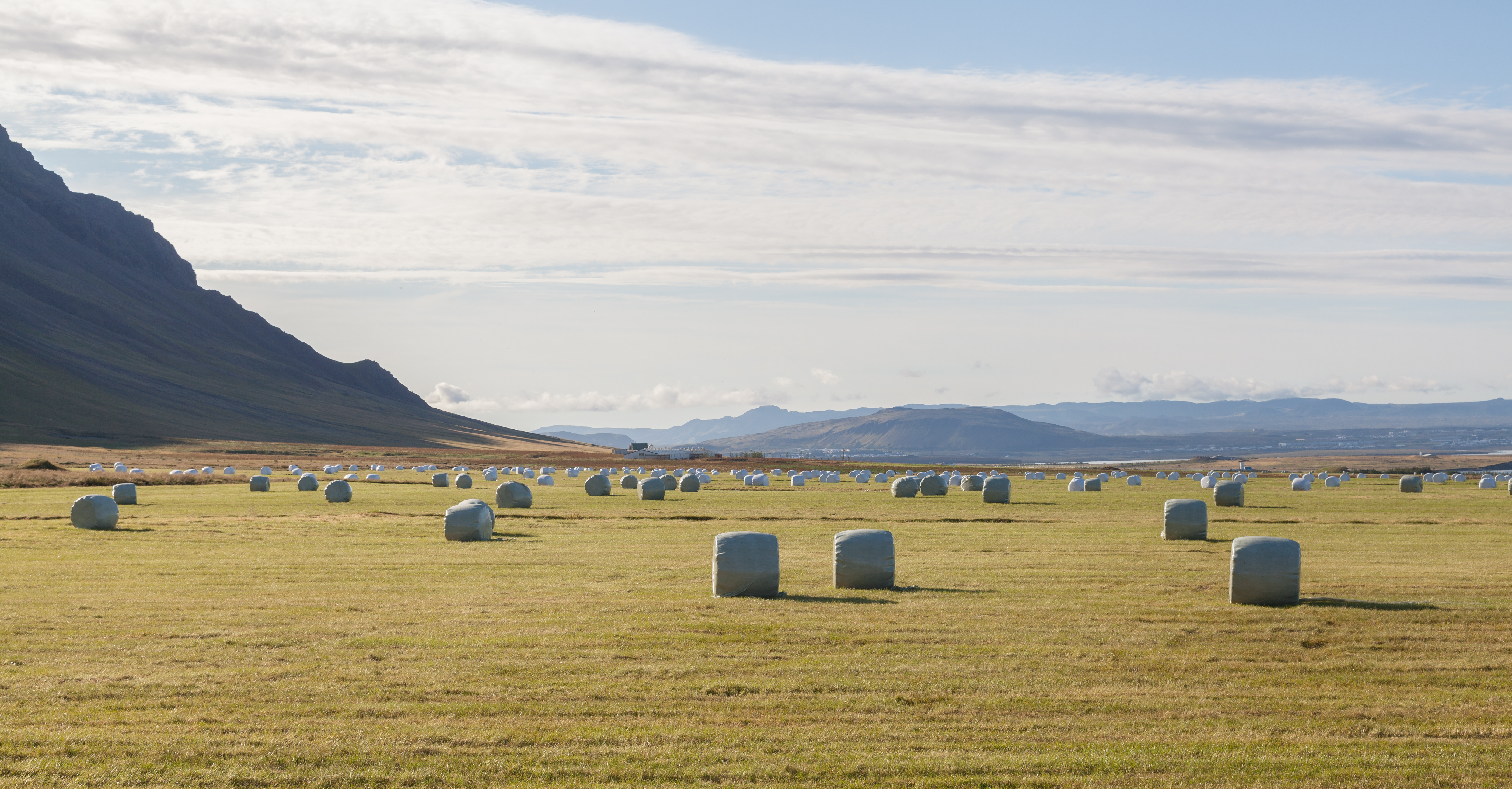
Fardos de palha perto de Akranes